# Paroriza
Paroriza is een geslacht van zeekomkommers uit de familie Synallactidae.

## Soorten
- Paroriza grevei Hansen, 1956
- Paroriza pallens (Koehler, 1896)
- Paroriza prouhoi Hérouard, 1902
- Paroriza verrucosa Massin, 1987